# Heilige Geestkerk (Landshut)
De Heilige Geestkerk (Duits: Heilige Geistkirche) is een nevenkerk van de katholieke Sint-Martinusparochie in de stad Landshut in de Duitse deelstaat Beieren. De kerk werd in de jaren 1407-1461 gebouwd naar het plan van de laatgotische architect Hans von Burghausen.

## Geschiedenis
Al snel na of zelfs nog tijdens de stichting van stad door Lodewijk de Kelheimer in 1204 ontstond aan de noordelijke grens van het historische stadscentrum een spitaal waar men ouderen, zieken en pelgrims opving en verpleegde. Dit Heilige Geestspitaal werd voor het eerst in 1209 gedocumenteerd.
De eerste steen van de huidige hallenkerk werd in 1407 gelegd, op de plaats waar eerder een romaanse kerkgebouw stond. Hiervan getuigt een Latijnse inscriptie aan de oostzijde van de toren.
Het bouwplan van de kerk was afkomstig van Hans von Burghausen, onder wiens leiding tegelijkertijd ook de Sint-Martinuskerk te Landshut werd gebouwd. Na diens overlijden nam Hans Stethaimer de bouwleiding over. In 1461 werd de Heilige Geestkerk voltooid. Oorspronkelijk was voor de Heilig Geestkerk een nog hogere toren voorzien dan die van de Sint-Martinuskerk. Men zag echter van dit voornemen af; mogelijk vanwege de hoge kosten, maar ook zou de hoge toren te veel aandacht opeisen ten koste van het kerkgebouw zelf.
De barokke inrichting van de kerk werd tegen het einde van de 19e eeuw verwijderd en vervangen door neogotisch elementen. Op enkele uitzonderingen werden deze neogotische toevoegingen op hun beurt in 1961 verwijderd.
In de laatste dagen van de Tweede Wereldoorlog liep de kerk nog zware schade op, toen terugtrekkende troepen de nabijgelegen brug over de Isar opbliezen. Sinds de restauratie in de jaren 90 van de 20e eeuw zijn de meeste sporen van deze beschadigingen verdwenen.

## Huidig gebruik
Sinds de voltooiing van de omvangrijke restauratie in 1998, maakt het stadsmuseum gebruik van de kerk als tentoonstellingsruimte voor sacrale en hedendaagse kunst. De kerk werd echter niet ontwijd en er wordt ten minste eenmaal per jaar een heilige mis gevierd. In overeenstemming met het patrocinium van de kerk is dat op pinkstermaandag. Eerder werd de kerk ook al voor niet-sacrale aangelegenheden gebruikt. Zo werd het gebouw in 1809 als munitiedepot voor militairen aangewend. Enkele jaren later, in 1811, verloor de kerk haar status als zelfstandige parochiekerk. Tijdens de secularisatie bestonden er plannen om van de kerk een theater te maken; deze plannen werden echter niet verwezenlijkt. Ten slotte wilde men in 1816 de kerk maar helemaal afbreken, hetgeen op zulke grote weerstand van de bevolking stuitte dat men ook van die plannen afzag.

## Architectuur
De Heilige Geestkerk behoort tot de belangrijkste 15e-eeuwse vertegenwoordigers van de Duitse baksteengotiek. Noemenswaardig zijn de voor die tijd nieuwe architecturale toepassingen alsook het rijk gedecoreerde westelijke portaal.
Het middenschip en de twee zijschepen zijn even hoog. Zo wordt het godshuis tot een harmonieus geheel gevoegd. De uitgebalanceerde proporties, de ronde, kapiteelloze pijlers en de stergewelven dragen eveneens bij tot een harmonieuze eenheid. Opvallend is ook de koorpijler in de middenas. Baserend op deze middenaspijler vinden de zijschepen hun voortzetting naar de kooromgang en omsluiten vervolgens het wigvormig gesloten binnenkoor. Op deze wijze wist de architect een zeer ruimtelijk effect te realiseren.
De voorhal van het westelijke portaal uit 1465 was destijds een noviteit in de architectuur, dat later voor veel andere kerken tot voorbeeld diende. Terwijl het noordelijke en zuidelijke portaal zeer eenvoudig werden uitgevoerd, is het westelijke portaal rijk voorzien van beelddecoratie.
Aan de noordzijde werd naast de toren als enige kapel de in 1411 ingewijde Catharinakapel aangebouwd, terwijl aan de zuidzijde tegenover de toren een twee verdiepingen tellende sacristie werd geconstrueerd. De gewelven onder de westelijke galerij van het middenschip werden tegen het einde van de 16e eeuw toegevoegd.
In de kooromgang bevinden zich laatgotische beelden van de apostelen uit de periode 1470-1480. Het tabernakel met beelden van Christus Salvator, Mater Dolorosa en de apostelen is een laat-18e-eeuwse creatie. Voorts herbergt de kerk een aantal grafmonumenten uit de 15e tot de 18e eeuw.